# Cif (producto)
Cif es una marca francesa de productos de limpieza propiedad de la empresa anglo-holandesa multinacional Unilever. El producto más conocido de esta marca es Cif Crema, un limpiador abrasivo comercializado en más de 50 países.

## Historia
Cif fue lanzado originalmente en Francia en 1965 en su formato cremoso tradicional, en reemplazo de los limpiadores abrasivos en polvo para la limpieza del baño y la cocina. LLegando a EEUU recién a mediados de la década de 1980.
En los años sucesivos, Unilever lanzó otros productos bajo la marca Cif tales como productos a gatillo para cocina, baño y vidrios, productos para el piso, para el inodoro, variedades en gel y con lavandina, detergentes, e incluso paños tipo balerina.
En la actualidad, Cif se vende en 51 países aunque en algunos casos se vende o vendió bajo diferentes nombres, tales como, Jif, Vim, Viss y Handy Andy. En 2001, Unilever cambió el nombre a Cif en gran cantidad de países, entre ellos Sudáfrica, el Reino Unido y Países Bajos con tal de organizar sus esfuerzos de marketing y crecimiento al homogeneizar la marca. En Canadá e India, se le sigue conociendo como Vim, mientras que en Alemania como Viss. En Noruega su nombre es Jif y es propiedad de Orkla ASA.

## Usos
El eslogan publicitario de Cif es 'el experto en limpieza' y originalmente fue promocionado para la limpieza del baño y la cocina. Según su fabricante, "su fórmula garantiza una limpieza más profunda, cuidando las superficies" y puede utilizarse para limpiar, por ejemplo, bañeras y sanitarios, azulejos, anafes, mesadas de acero inoxidable, superficies cromadas, fórmica y telas. 